# Maria Paleologini
Maria Paleologini (zm. 1401) – córka Andronika III Paleologa i Anny Sabaudzkiej. 

## Życiorys
Jej małżeństwo w 1355 z Franciszkem I Gattilusio przypieczętował sojusz. Jako wiano Maria wniosła największą i najważniejszą wyspę jaka jeszcze pozostała Bizancjum - Lesbos (1355). Franciszek I Gattilusio rok wcześniej pomógł Janowi V Paleologowi w obaleniu Jana VI Kantakuzena. 